# Jan Křtitel Jiří Neruda
Jan Křtitel Jiří Neruda, niem. Johann Baptist Georg Neruda (ur. ok. 1711 prawdop. w Rosicach, zm. 11 października 1776 w Dreźnie)  – czeski kompozytor, skrzypek i wiolonczelista okresu baroku.
Niewiele wiadomo na temat jego wczesnego życia. Urodził się w rodzinie muzyków, jego brat był skrzypkiem. Początkowo występował jako skrzypek i wiolonczelista w orkiestrze teatralnej w Pradze. W 1742 roku został zatrudniony w kapeli dworskiej hrabiego Rutowskiego w Dreźnie i przez resztę życia związany był z tym miastem. W latach 1750–1772 był koncertmistrzem w kapeli dworskiej elektora saksońskiego.
Napisał 97 utworów, w tym 36 symfonii, 14 koncertów (10 na skrzypce, 1 na fagot, 1 na róg, 1 na trąbkę), 2 kantaty, 34 sonaty i operę Les Troqueurs.